# Merry Christmas (Album)
Merry Christmas (englisch für „Frohe Weihnachten“) ist ein Weihnachtsalbum der US-amerikanischen Sängerin Mariah Carey aus dem Jahr 1994.

## Entstehung und Veröffentlichung
Mariah Carey begann im Sommer 1994 für die Aufnahme an einem neuen, bis dato undefinierten, Projekt. Es wurde geheim gehalten, bis das Billboard-Magazin in seiner Oktober-Ausgabe bekanntgab, dass Carey Ende des Jahres ein Weihnachtsalbum veröffentlichen werde. Die Erstveröffentlichung von Merry Christmas erfolgte am 28. Oktober 1994 bei Columbia Records. Das Album erschien in seiner Originalausführung als CD mit elf Titeln (Katalognummer: 477342 2). Am 23. Oktober 2015 erschien das Album erstmals als LP-Ausführung (Katalognummer: 88875127161). Am 1. November 2019 erschien bei Epic Records – zum 25-jährigen Jubiläum – eine Deluxeversion mit Bonusalbum, auf dem Liveaufnahmen, Remixe und fünf neue Titel enthalten sind (Katalognummer: 88875124482).
Das Album selbst ist eine Zusammenstellung aus Coverversionen und Neukompositionen. Die neuen Titel All I Want For Christmas Is You, Jesus Born on This Day und Miss You Most (At Christmas Time) wurden gemeinsam von Walter Afanasieff und Mariah Carey geschrieben, beide zeichneten zudem gemeinsam für die Produktion aller Lieder verantwortlich.

## Titelliste
| #   | Titel                                                   | Autor(en)                                 | Produzent(en)                   | Länge |
| --- | ------------------------------------------------------- | ----------------------------------------- | ------------------------------- | ----- |
| 1.  | Silent Night                                            | Franz Xaver Gruber                        | Walter Afanasieff, Mariah Carey | 3:41  |
| 2.  | All I Want for Christmas Is You                         | Mariah Carey, Walter Afanasieff           | Mariah Carey, Walter Afanasieff | 4:01  |
| 3.  | O Holy Night                                            | Traditional                               | Mariah Carey, Walter Afanasieff | 4:27  |
| 4.  | Christmas (Baby Please Come Home)                       | Jeff Barry, Ellie Greenwich, Phil Spector | Mariah Carey, Walter Afanasieff | 2:35  |
| 5.  | Miss You Most (At Christmas Time)                       | Mariah Carey, Walter Afanasieff           | Mariah Carey, Walter Afanasieff | 4:32  |
| 6.  | Joy to the World                                        | Hoyt Axton                                | Mariah Carey, Walter Afanasieff | 4:20  |
| 7.  | Jesus Born On This Day                                  | Mariah Carey, Walter Afanasieff           | Mariah Carey, Walter Afanasieff | 3:43  |
| 8.  | Santa Claus Is Coming to Town                           | Haven Gillespie, J. Fred Coots            | Mariah Carey, Walter Afanasieff | 3:24  |
| 9.  | Hark! The Herald Angels Sing / Gloria (in excelsis Deo) | Traditional                               | Mariah Carey, Walter Afanasieff | 3:00  |
| 10. | Jesus Oh What A Wonderful Child                         | Traditional                               | Mariah Carey, Walter Afanasieff | 4:29  |
| 11. | God Rest You Merry, Gentlemen                           | Traditional                               | Mariah Carey, Walter Afanasieff | 1:18  |

## Singleauskopplungen
Anfang November 1994 erschien die Single All I Want for Christmas Is You, die als das bisher erfolgreichste Weihnachtslied gilt. und die erfolgreichste Single eines westlichen Künstlers in Asien.
Singles in den Charts

| Jahr | Titel                                           | Höchstplatzierung, Gesamtwochen, AuszeichnungChartplatzierungen (Jahr, Titel, , Platzierungen, Wochen, Auszeichnungen, Anmerkungen) | Höchstplatzierung, Gesamtwochen, AuszeichnungChartplatzierungen (Jahr, Titel, , Platzierungen, Wochen, Auszeichnungen, Anmerkungen) | Höchstplatzierung, Gesamtwochen, AuszeichnungChartplatzierungen (Jahr, Titel, , Platzierungen, Wochen, Auszeichnungen, Anmerkungen) | Höchstplatzierung, Gesamtwochen, AuszeichnungChartplatzierungen (Jahr, Titel, , Platzierungen, Wochen, Auszeichnungen, Anmerkungen) | Höchstplatzierung, Gesamtwochen, AuszeichnungChartplatzierungen (Jahr, Titel, , Platzierungen, Wochen, Auszeichnungen, Anmerkungen) | Anmerkungen                                                                                      |
| Jahr | Titel                                           | DE | AT | CH | UK | US | Anmerkungen                                                                                      |
| ---- | ----------------------------------------------- | --- | --- | --- | --- | --- | ------------------------------------------------------------------------------------------------ |
| 1994 | All I Want for Christmas Is You Merry Christmas | DE1 a ×2Doppelplatin · (109 Wo.)DE                                                                                                  | AT1 b (98 Wo.)AT | CH1 c (94 Wo.)CH | UK1 d ×8Achtfachplatin · (140 Wo.)UK                                                                                                | US1 e ×4Diamant + Vierfachplatin · (71 Wo.)US                                                                                       | Erstveröffentlichung: 1. November 1994 · Verkäufe: + 28.289.215; US: ×2Doppelplatin (Mastertone) |

## Kommerzieller Erfolg

### Chartplatzierungen
| Periode   | Höchstplatzierung, GesamtwochenChartplatzierungen (Periode, Platzierungen, Wochen) | Höchstplatzierung, GesamtwochenChartplatzierungen (Periode, Platzierungen, Wochen) | Höchstplatzierung, GesamtwochenChartplatzierungen (Periode, Platzierungen, Wochen) | Höchstplatzierung, GesamtwochenChartplatzierungen (Periode, Platzierungen, Wochen) | Höchstplatzierung, GesamtwochenChartplatzierungen (Periode, Platzierungen, Wochen) |
| Periode   | DE                                                                                 | AT                                                                                 | CH                                                                                 | UK                                                                                 | US                                                                                 |
| --------- | ---------------------------------------------------------------------------------- | ---------------------------------------------------------------------------------- | ---------------------------------------------------------------------------------- | ---------------------------------------------------------------------------------- | ---------------------------------------------------------------------------------- |
| 1994/95   | DE15 (3 Wo.)DE                                                                     | AT4 (5 Wo.)AT                                                                      | CH4 (8 Wo.)CH                                                                      | UK32 (7 Wo.)UK                                                                     | US3 (13 Wo.)US                                                                     |
|           |                                                                                    |                                                                                    |                                                                                    |                                                                                    |                                                                                    |
|           |                                                                                    |                                                                                    |                                                                                    |                                                                                    |                                                                                    |
| 2009/10   | —                                                                                  | —                                                                                  | —                                                                                  | —                                                                                  | US133 (3 Wo.)US                                                                    |
| 2010/11   | —                                                                                  | —                                                                                  | —                                                                                  | —                                                                                  | US98 (7 Wo.)US                                                                     |
| 2011/12   | —                                                                                  | —                                                                                  | —                                                                                  | —                                                                                  | US54 (7 Wo.)US                                                                     |
| 2012/13   | —                                                                                  | —                                                                                  | —                                                                                  | —                                                                                  | US49 (7 Wo.)US                                                                     |
| 2013/14   | —                                                                                  | —                                                                                  | —                                                                                  | —                                                                                  | US48 (7 Wo.)US                                                                     |
| 2014/15   | —                                                                                  | —                                                                                  | —                                                                                  | —                                                                                  | US43 (7 Wo.)US                                                                     |
| 2015/16   | —                                                                                  | —                                                                                  | —                                                                                  | —                                                                                  | US39 (8 Wo.)US                                                                     |
| 2016/17   | —                                                                                  | —                                                                                  | —                                                                                  | —                                                                                  | US28 (7 Wo.)US                                                                     |
| 2017/18   | —                                                                                  | —                                                                                  | —                                                                                  | —                                                                                  | US18 (8 Wo.)US                                                                     |
| 2018/19   | —                                                                                  | —                                                                                  | CH76 (1 Wo.)CH                                                                     | UK95 (1 Wo.)UK                                                                     | US8 (8 Wo.)US                                                                      |
| 2019/20   | —                                                                                  | —                                                                                  | CH36 (2 Wo.)CH                                                                     | UK54 (2 Wo.)UK                                                                     | US4 (9 Wo.)US                                                                      |
| 2020/21   | —                                                                                  | —                                                                                  | CH68 (3 Wo.)CH                                                                     | UK95 (1 Wo.)UK                                                                     | US5 (9 Wo.)US                                                                      |
| 2021/22   | —                                                                                  | AT75 (1 Wo.)AT                                                                     | CH38 (3 Wo.)CH                                                                     | UK34 (4 Wo.)UK                                                                     | US7 (8 Wo.)US                                                                      |
| 2022/23   | DE97 (1 Wo.)DE                                                                     | AT60 (2 Wo.)AT                                                                     | CH27 (2 Wo.)CH                                                                     | UK48 (4 Wo.)UK                                                                     | US9 (8 Wo.)US                                                                      |
| 2023/24   | DE2 (3 Wo.)DE                                                                      | AT44 (3 Wo.)AT                                                                     | CH15 (3 Wo.)CH                                                                     | UK40 (1 Wo.)UK                                                                     | US8 (8 Wo.)US                                                                      |
| 2024/25   | DE2 (7 Wo.)DE                                                                      | AT25 (3 Wo.)AT                                                                     | CH16 (6 Wo.)CH                                                                     | UK52 (1 Wo.)UK                                                                     | US6 (9 Wo.)US                                                                      |
| Insgesamt | DE2 (14 Wo.)DE                                                                     | AT4 (14 Wo.)AT                                                                     | CH4 (28 Wo.)CH                                                                     | UK32 (21 Wo.)UK                                                                    | US3 (133 Wo.)US                                                                    |

| ChartsJahrescharts (1995)      | Platzierung |
| ------------------------------ | ----------- |
| Vereinigte Staaten (Billboard) | 21          |

| ChartsJahrescharts (2019)      | Platzierung |
| ------------------------------ | ----------- |
| Vereinigte Staaten (Billboard) | 191         |

| ChartsJahrescharts (2020)      | Platzierung |
| ------------------------------ | ----------- |
| Vereinigte Staaten (Billboard) | 168         |

| ChartsJahrescharts (2021)      | Platzierung |
| ------------------------------ | ----------- |
| Vereinigte Staaten (Billboard) | 178         |

| ChartsJahrescharts (2022)      | Platzierung |
| ------------------------------ | ----------- |
| Vereinigte Staaten (Billboard) | 176         |

| ChartsJahrescharts (2023)      | Platzierung |
| ------------------------------ | ----------- |
| Vereinigte Staaten (Billboard) | 186         |

| ChartsJahrescharts (2024)      | Platzierung |
| ------------------------------ | ----------- |
| Vereinigte Staaten (Billboard) | 185         |

### Auszeichnungen für Musikverkäufe
Das Album verkaufte sich laut Quellen über 15 Millionen Mal, davon sind über 12,8 Millionen Einheiten mit Schallplattenauszeichnungen belegt.
| Land/Region                  | Auszeichnungen für Musikverkäufe (Land/Region, Auszeichnung, Verkäufe) | Verkäufe   |
| ---------------------------- | ---------------------------------------------------------------------- | ---------- |
| Australien (ARIA)            | 7× Platin                                                              | 490.000    |
| Dänemark (IFPI)              | 4× Platin                                                              | (80.000)   |
| Deutschland (BVMI)           | Gold                                                                   | (250.000)  |
| Europa (IFPI)                | Platin                                                                 | 1.000.000  |
| Italien (FIMI)               | 2× Platin                                                              | (100.000)  |
| Japan (RIAJ)                 | 2× Diamant                                                             | 2.000.000  |
| Kanada (MC)                  | 3× Platin                                                              | 300.000    |
| Neuseeland (RMNZ)            | 2× Platin (Standard) · + Gold (Deluxe Anniversary Edition)             | 37.500     |
| Niederlande (NVPI)           | Platin                                                                 | (100.000)  |
| Norwegen (IFPI)              | 3× Platin                                                              | (60.000)   |
| Österreich (IFPI)            | Gold                                                                   | (25.000)   |
| Schweiz (IFPI)               | Gold                                                                   | (25.000)   |
| Singapur (RIAS)              | Platin                                                                 | 10.000     |
| Vereinigte Staaten (RIAA)    | 9× Platin                                                              | 9.000.000  |
| Vereinigtes Königreich (BPI) | Platin                                                                 | (300.000)  |
| Insgesamt                    | 4× Gold · 33× Platin · 2× Diamant ·                                    | 12.837.500 |

Hauptartikel: Mariah Carey/Auszeichnungen für Musikverkäufe